# Super Trouper (projecteur)
Pour les articles homonymes, voir Super Trouper (homonymie).
Le Super Trouper est un modèle de projecteur de poursuite (followspot) de forte puissance utilisé dans les spectacles de grande envergure partout dans le monde. Il est fabriqué par la marque américaine STRONG, et a été créé en 1956. Les premiers modèles de "Super Trouper" furent d'abord équipés de source à arc à charbons, et ensuite pour les modèles plus récents, de lampes à arc au Xénon. Ce projecteur est cité dans la chanson d'ABBA Super Trouper (novembre 1980), qui fait référence à ce faisceau de lumière braqué sur les artistes.